# Paracis minor
Paracis minor is een zachte koraalsoort uit de familie Plexauridae. De koraalsoort komt uit het geslacht Paracis. Paracis minor werd in 1889 voor het eerst wetenschappelijk beschreven door Wright & Studer. 